# Chiesa di Santa Maria (Greve in Chianti)
La chiesa di Santa Maria è un edificio di culto che si trova a Panzano in Chianti, una frazione di Greve in Chianti in provincia di Firenze, diocesi di Fiesole.

## Storia e descrizione
La chiesa di S. Maria a Panzano era, sin dallepoca rinascimentale, ad unica navata senza abside e misurava circa 19 m. di lunghezza e 9 m. di larghezza.
Nella parete posteriore, dietro l'altar maggiore, si aprivano due finestroni di pietra con inferriate e vetrate e lo stesso anche nella facciata.
Alle fiancate erano addossati gli altari laterali e dalla fiancata sinistra si accedeva ad una cappella a volta dove alloggiava il fonte battesimale, di forma ottagonale in pietra serena, realizzato intorno all'anno 1730, con tutta probabilità quello attuale.
Nel pavimento c'erano numerose sepolture delle più notabili famiglie panzanesi dell'epoca: Firidolfi, Quercetani, Petrucci, De Luigi, Baldi, Cappelletti ecc.

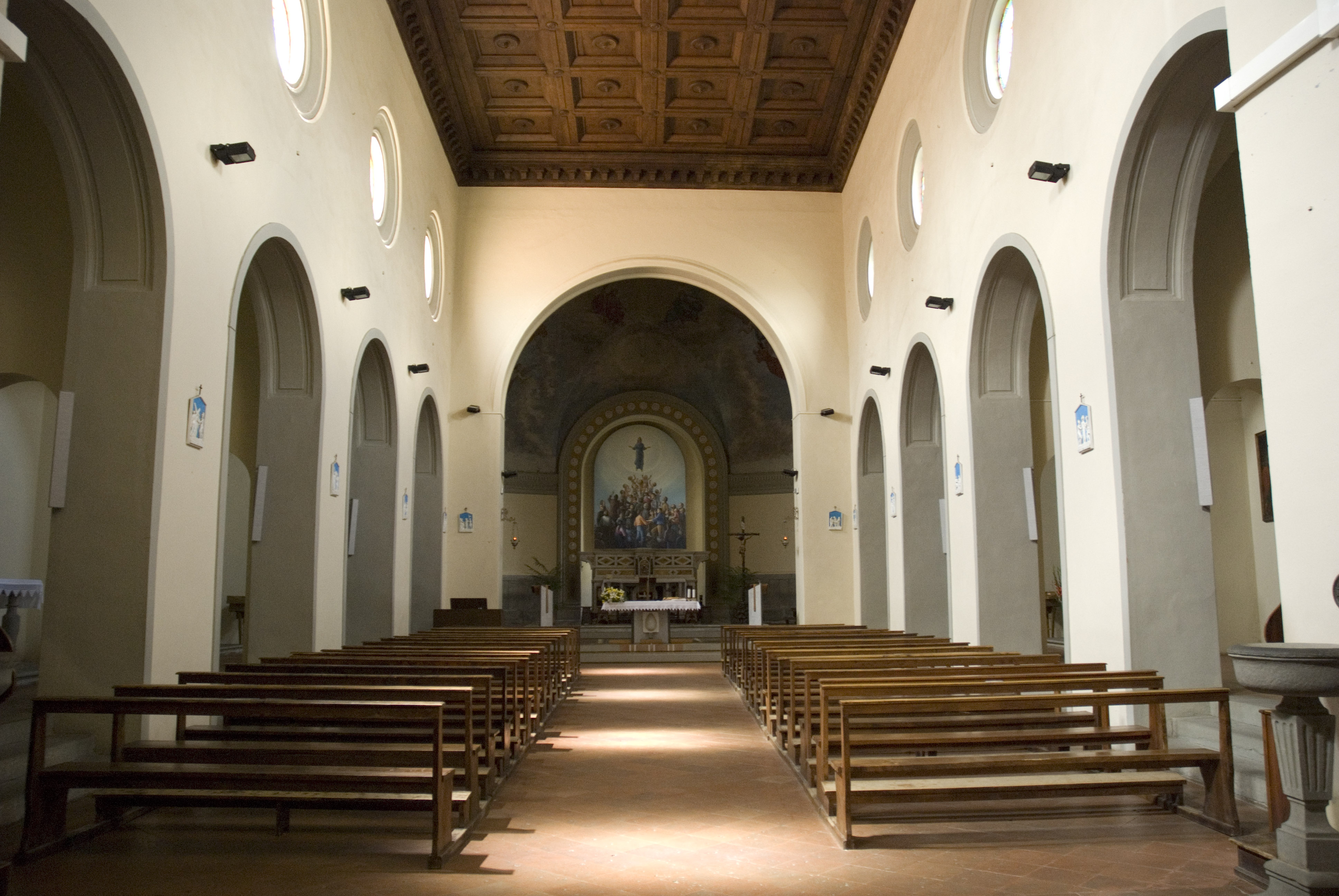
L'Interno

Detta chiesa derivava dall'ampliamento di un primitivo edificio romanico, ricordato negli elenchi delle “Rationes Decimarum per la Tuscia” degli anni 1274/75, a sua volta ingrandito probabilmente nel tre-quattrocento con l'utilizzo come campanile di una delle torri perimetrali dell'antico castello medievale.
Alla fine del 1800 la chiesa era compresa fra gli attuali due grandi archi, senza cappelle laterali, ed il campanile restava staccato dalla chiesa stessa.
Tra le due costruzioni c'era l'ingresso al cimitero dal quale poi si accedeva alla cappella della Compagnia della SSantissima Annunziata, che si ritiene fosse lo stesso che vediamo anche oggi, salvo avere anche un accesso diretto dalla chiesa, chiuso nell'ultimo restauro degli anni 60 del secolo scorso.
L'aspetto attuale della chiesa di Panzano è dovuto alla profonda ristrutturazione avvenuta tra la fine dell'Ottocento e l'inizio del Novecento con la creazione delle cappelle laterali e il prolungamento della navata centrale sul davanti andando ad inglobare, con la nuova facciata, anche parte del campanile, chiudendo così l'ingresso al vecchio cimitero che, in seguito all'editto di Saint Cloud (emanato da Napoleone nel 1802 e promulgato per il Regno d'Italia nel 1806), era stato dismesso.
Il prolungamento della navata riguardò anche la parte posteriore creando i due semicerchi attuali.
Questi ampliamenti sono ben riconoscibili osservando la fiancata sinistra della chiesa dal camposanto vecchio.

### Patrimonio artistico
L'arredo più antico della chiesa parrocchiale di Santa Maria Assunta è una piccola tavola trecentesca raffigurante la Madonna col Bambino riferita a Cenni di Francesco di ser Cenni, inquadrata nel secolo successivo dalla Tavola con santi eseguita da Bernardo Rosselli.
La tavola si trova nella terza cappella di sinistra entrando in chiesa, dove fu collocata verosimilmente dopo la sua sostituzione sull'altare della cappella della Compagnia con l'Annunciazione della bottega di Ridolfo del Ghirlandaio, eseguita intorno al 1520. È questa la tabula egregie dipincta cum immagine Anunciationis B. M. ricordata dal vescovo di Fiesole Braccio Martelli (1501-1560) nella visita pastorale del 1542, insieme alla pulcram immaginem Cristi Crucifixi ricordata anch'essa dal vescovo Martelli riferendosi al Crocifisso ligneo attribuito ad Jacopo Sansovino e datato tra il 1510 ed il 1518. Questo Crocifisso è scolpito su legno di pioppo policromato con perizoma di stoffa di lino ingessata e dipinta di azzurro con decorazioni dorate, e a seguito del restauro del 1998 aveva a scrivere Francesca Petrucci: "ha rivelato un armonioso impianto rinascimentale esaltato dalla presenza della originaria policromia di finissima qualità pittorica".
L'Annunciazione e il Crocifisso si trovano ancora oggi nella cappella dell'Annunciazione con ingresso dal lato destro della chiesa. Nella stessa cappella si trova anche un antico ciborio di legno dorato a forma di tempietto esagonale, pregevole lavoro di manifattura del tardo cinquecento, le cui decorazioni pittoriche dei portelli sono attribuite allo stesso Michele di Ridolfo del Ghirlandaio, nonché alcuni antichi paramenti ricamati in oro e seta e antichi reliquari
Un altro Crocifisso importante attribuito a uno scultore fiorentino del XV secolo, è situato sull'altare della prima cappella di sinistra ed è realizzato anch'esso in legno di pioppo con perizoma di tela di lino ingessata e dipinta di azzurro.
All'ingresso della chiesa, sul lato destro, troviamo il fonte battesimale in pietra serena di forma ottagonale fatto costruire intorno al 1730 dall'allora priore Giuseppe Maria Mammoli per ordine del vescovo di Fiesole Luigi Maria Strozzi.
Sempre sul lato destro, nella prima cappella sopra l'altare, troviamo una tela raffigurante Santa Maria Maddalena de' Pazzi e sant'Antonio di Padova, dipinta da Pier Dandini alla metà del Seicento, e sulla parete laterale è stata recentemente sistemata una tela che raffigura I santi Michele Arcangelo, Martino e Francesco, attribuibile a Cosimo Gamberucci e proveniente dall'omonima chiesa di San Martino in Cecione, oggi sconsacrata.
Sull'altare della terza cappella sul lato destro si trova una tela novecentesca raffigurante il Cristo Crocifisso, della quale mancano ulteriori notizie.
Dietro il vecchio altare verticale, spicca la grande tela di Alfredo Cifariello raffigurante l'Assunzione di Maria al cielo, dipinta nel 1985.
Infine, il maestoso portone della chiesa in legno di cipresso che racchiude otto formelle di bronzo, opera della scultore Umberto Bartoli (1965) raffiguranti la Sacra Famiglia, il Discorso della Montagna, i Quattro Evangelisti, l'Estasi di san Francesco e Santa Caterina da Siena che convince il papa a tornare a Roma da Avignone. Sono fissati nel bronzo anche gli avvenimenti più salienti della Chiesa di quegli anni come il Concilio Vaticano II, la Visita di san Giovanni XXIII a Regina Coeli e l'Incontro del beato Paolo VI col patriarca Atenagora. 
Dello stesso scultore è la Madonna contornata dagli angeli che spicca col bianco del gesso sulla facciata della chiesa proprio sopra al portone.